# ألكسندرا رودلف
ألكسندرا رودولف (من مواليد 10 يناير 2002) هي متزلجة فنية بولندية. هي البطل الوطني البولندي لعام 2016. على مستوى الناشئين حصلت على الميدالية الفضية الوطنية البولندية عام 2017، والحائزة على الميدالية البرونزية الوطنية البولندية للناشئين عام 2016.